# Бенсон, Эшли
Э́шли Викто́рия Бе́нсон (англ. Ashley Victoria Benson; род. 18 декабря 1989, Анахайм, Калифорния, США) — американская актриса, наиболее известная по сериалам «Дни нашей жизни» и «Милые обманщицы».

## Биография
В два года Бенсон начала заниматься танцами. В пять лет стала брать уроки вокала и участвовать в фотосъёмках. В восемь лет она стала работать с модельным агентством Ford Models, снималась в рекламе. Тогда же она стала играть в театре и решила стать актрисой.
В начале 2000-х годов Бенсон играла эпизодические роли в кино и телесериалах. Известность пришла к ней после роли в мыльной опере «Дни нашей жизни», в которой она снималась с 2004 по 2007 годы. Этот контракт запрещал ей сниматься где-либо ещё. По этой причине Эшли покинула сериал, когда ей предложили главную роль в четвёртой части фильма о чирлидинге «Добейся успеха: Всё за победу». Для этой роли ей пришлось много тренироваться. По её словам некоторые вещи дались ей сложно, поскольку она боится высоты. В следующем 2008 году у Бенсон была ещё одна роль чирлидера в телефильме «Потрясающая пятёрка: Техасский скандал в группе поддержки». Этот фильм был основан на реальных событиях, произошедших в штате Техас. В этом же году снялась в одной серии сериала «Сверхъестественное», где сыграла ведьму-чирлидершу.

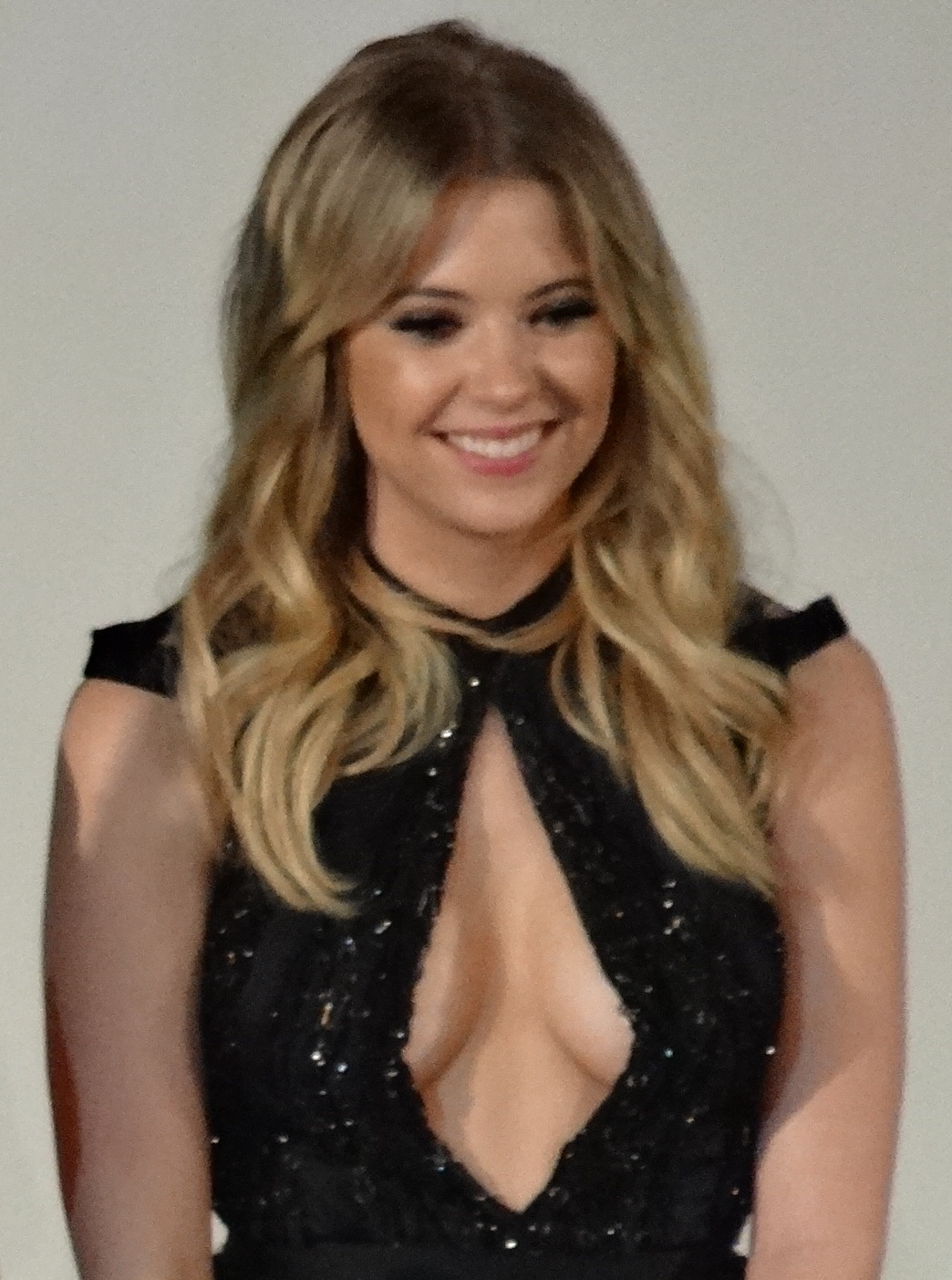
Эшли Бенсон на показе фильма «Отвязные каникулы», 2013 год

В 2009 году Бенсон снялась в сериале ABC «Иствик». Сериал был основан на романе Джона Апдайка «Иствикские ведьмы» и одноимённой экранизации 1987 года. Сериал продержался только 13 эпизодов. Был отменён из-за низких рейтингов, хотя позже приобрёл культовый статус.
С декабря 2009 года Эшли Бенсон снимается в телевизионной молодёжной драме «Милые обманщицы» для ABC Family (сейчас это Freeform). Сериал основан на романах Сары Шепард. Игра Эшли Бенсон получила высокую оценку критиков. За эту роль у неё несколько номинаций и наград.
В 2010 году Бенсон появилась в телевизионном фильме «Рождественский Купидон» вместе с Кристиной Милиан и Чадом Майклом Мюрреем. Этот фильм также шёл на ABC Family. В январе 2012 года Эшли вошла в актёрский состав фильма «Отвязные каникулы», после того как от участия в проекте отказалась Эмма Робертс. Партнёрами Эшли Бенсон по фильму стали Селена Гомес, Ванесса Хадженс и Джеймс Франко. Фильм вышел в свет в марте 2013 года.
В 2015 году снялась в независимом фильме ужасов «Крыса». В том же году появилась в фильме «Пиксели». В 2016 году Бенсон появилась в биографическом комедийно-драматическом фильме «Элвис и Никсон».

## Личная жизнь
С мая 2018 года по апрель 2020 года встречалась с моделью Карой Делевинь. С мая 2020 года встречалась с американским рэпером G-Eazy, с которым рассталась в феврале 2021 года, но впоследствии пара снова сошлась в декабре 2021 года, окончательно разорвав свои отношения в сентябре 2022 года.
С января 2023 года Эшли состоит в отношениях с бизнесменом Брэндоном Дэвисом (внуком покойного миллиардера Марвина Дэвиса). 6 июля 2023 года Эшли опубликовала в Instagram Stories обручальное кольцо, тем самым, объявив о помолвке с Дэвисом. В октябре 2023 года они поженились в Лос-Анджелесе. В ноябре 2023 года стало известно о том, что Эшли беременна. 14 февраля 2024 года у пары родилась дочь — Аспен.

## Фильмография
| Год       |    | Русское название                                          | Оригинальное название                   | Роль                            |
| --------- | -- | --------------------------------------------------------- | --------------------------------------- | ------------------------------- |
| 2002      | с  | Западное крыло                                            | The West Wing                           | девочка                         |
| 2004      | ф  | Из 13 в 30                                                | 13 Going on 30                          | одна из «Шести цыпочек»         |
| 2004—2007 | с  | Дни нашей жизни                                           | Days of our Lives                       | Эбигейл Деверо                  |
| 2006      | с  | Одинокие сердца                                           | The O.C.                                | Райли                           |
| 2007      | ф  | Добейся успеха: Всё за победу                             | Bring It On: In It to Win It            | Кирстен                         |
| 2008      | ф  | Барт снял номер в гостинице                               | Bart Got a Room                         | Элис                            |
| 2008      | тф | Потрясающая пятёрка: Техасский скандал в группе поддержки | Fab Five: The Texas Cheerleader Scandal | Брук Типпит                     |
| 2008      | с  | Сверхъестественное                                        | Supernatural                            | Трейси Дэвис (7 серия 4 сезона) |
| 2009—2010 | с  | Иствик                                                    | Eastwick                                | Мия Торколетти                  |
| 2010      | тф | Рождественский Купидон                                    | Christmas Cupid                         | Кэйтлин Куинн                   |
| 2010—2017 | с  | Милые обманщицы                                           | Pretty Little Liars                     | Ханна Марин                     |
| 2013      | с  | Как я встретил вашу маму                                  | How I met your mother                   | Карли                           |
| 2013—2014 | с  | Рейвенсвуд                                                | Ravenswood                              | Ханна Марин                     |
| 2013      | ф  | Отвязные каникулы                                         | Spring Breakers                         | Брит                            |
| 2015      | ф  | Крыса                                                     | Ratter                                  | Эмма                            |
| 2015      | ф  | Пиксели                                                   | Pixels                                  | Леди Лиза                       |
| 2016      | ф  | Элвис и Никсон                                            | Elvis & Nixon                           | Маргарет                        |
| 2016      | ф  | Любовь к большому городу                                  | Chronically Metropolitan                | Джесси                          |
| 2018      | ф  | Её запах                                                  | Her Smell                               | Рокси Роттен                    |
| 2022      | ф  | Проникновение                                             | Private Property                        | Кэтрин                          |

### Видеоклипы
- 2002 — Lil' Romeo — «True Love»
- 2007 — NLT — «That Girl»
- 2008 — Puddle of Mudd — «We Don’t Have to Look Back Now»
- 2010 — One Call — «Blacklight»
- 2012 — Hot Chelle Rae — «Honestly»